# BeBlock
株式会社BeBlock（英: BeBlock Co.,Ltd.）は、愛知県名古屋市に本社を置く、企業・飲食店向けの販促支援及び、グッズ・ノベルティ製作事業を展開する企業である。「株式会社シー・アール・エム」の創業20周年を機に、2023年1月より会社名を「株式会社BeBlock」に変更。

## 概要
公式ウェブサイト「事業案内」による

### 事業内容
企業・飲食店向けの販促支援及び、グッズ・ノベルティ製作事業を展開

### 事業部門
- アクリルグッズ製作事業
- 缶バッジ製作事業
- ピンバッジ製作事業
- ライセンス事業（アニメ公式ライセンスグッズ販売）
- 大判出力事業（ポスター・展示パネル製作など）
- 飲食店支援事業（メニューブック製作、コースター製作）
- モール事業
- 中小企業経営支援事業（経営理念・経営計画・コンサルティング）

### 事業所・工場
- 名古屋オフィス - 愛知県名古屋市中村区名駅5-21-8 船入ビル2F・3F
- 本社工場（旧：プロダクト&クリエイティブセンター） - 愛知県名古屋市天白区植田南2-805
- 東京オフィス - 東京都品川区東五反田1-21-9 ウィスタリア東五反田ビル9F
- 栄生工場 - 愛知県名古屋市西区栄生3-2-19
- 植田工場 - 愛知県名古屋市天白区植田南2-1403
- 植田第２工場（植田セカンド） - 愛知県名古屋市天白区植田南2-1508
- 名西工場 - 愛知県名古屋市中川区荒江町31-13

### 主な専門サイトと主な商品
- 「メニューブックの達人」 飲食店のメニューブック
- 「大判プリントの達人」 特殊ポスター印刷やパネル製作などの大判印刷やバナースタンド製作
- 「アクリルグッズの達人」 アクリルキーホルダー、アクリルスタンドほか
- 「缶バッジの達人」 円形、多角形などのオリジナル缶バッジ
- 「ピンバッジの達人」 社章・校章や記念バッジなどのオリジナルピンバッジ製作
- 「スクラッチカードの達人」 オリジナルのスクラッチカード印刷
- 「コースターの達人」 オリジナルのコースター製作
- 「推し活グッズの達人」 グッズをディスプレイするための推し活グッズ販売
- 「刺繍グッズの達人」 刺繍バッジ、刺繍キーホルダー、ワッペンなど刺繍グッズの製作
- 「経営計画手帳の達人」 オリジナルの経営計画手帳

- 「MeeToMa」（ミートマ） アニメ公式ライセンスグッズ通販サイト
- 「IBLIV」（アイビリーヴ） アール・ブリュットグッズ販売サイト
- 「TIEZ studio」（タイズスタジオ） ライブ配信・動画収録レンタルスタジオ

### 前身・歴史
有限会社松村印刷所（現社長の祖父が創業）
株式会社シー・アール・エム（～2022年12月31日）

### 主な製品・出版物
- シー・アール・エム『パパッとできる！売上がのびる！メニューブック素材集』翔泳社、2015年8月8日。ISBN 978-4-7981-4234-0。

## 沿革
- 2002年（平成14年）
  - 8月 - 株式会社シー・アール・エム設立（資本金1,500万円）
  - オンデマンド印刷機と大型インクジェットプリンターを導入し、企業や店舗の販促支援事業を開始
- 2005年（平成17年）
  - 1月 - 有限会社松村印刷所と合併（資本金2,000万に増資）
  - 7月 - 経営計画発表会を開催
- 2006年（平成18年）
  - 11月 - プライバシーマークを取得
- 2010年（平成22年）
  - 7月 - 経営計画書の手帳化スタート、リフレッシュ休暇制度　導入
  - 8月 - Web通販事業開始。メニュー製作専門サイト「メニューカバー製作工房」（メニューブックの達人）開設
- 2011年（平成23年） 
  - 2月 - 大判出力専門ECサイト「大判プリント110」（大判プリントの達人）開設
- 2012年（平成24年）
  - 3月 - スクラッチカード製作専用サイト「スクラッチカードの達人」開設
  - 9月 - 経営計画手帳製作専門サイト「経営計画手帳.com」（経営計画手帳の達人）開設
- 2013年（平成25年）
  - 4月 - 東京オフィス開設（東京都目黒区下目黒）
- 2014年（平成26年）
  - 8月 - メニュー製作総合サイト「メニューブックの達人」開設
- 2015年（平成27年）
  - 2月 - メニューブックの達人海外向けサイト「Menubook Expert」開設
  - 6月 - 名古屋オフィス開設（名古屋市中村区名駅）
  - 12月 - 東京オフィス移転（東京都品川区西五反田）
  - 12月 - メニューブックの達人「楽天市場店」開設
- 2016年（平成28年）
  - 11月 - アクリルグッズ製作専門ECサイト「アクリルグッズの達人」開設
- 2017年（平成29年）
  - 1月 - 栄生工場開設（名古屋市西区栄生）
  - 6月 - 缶バッジ製作専門ECサイト「缶バッジの達人」開設
- 2018年
  - 1月 - 名古屋オフィス移転（名古屋市中村区名駅）
  - 2月 - 大判プリント110から「大判プリントの達人」へサイト名の変更[4]
  - 3月 - 東京オフィス移転（東京都品川区東五反田）
  - 8月 - 植田工場開設（名古屋市天白区植田南）
- 2019年
  - 1月 - 第5回 ホワイト企業大賞「推進賞」受賞[5]
  - 2月 - 大判出力専門ECサイト「ポスターパネルの達人」サイト開設
  - 2月 - 「健康経営優良法人2019」認定[6]
  - 12月 - オリジナルコースター製作専門ECサイト「コースターの達人」開設[7]
- 2020年
  - 2月 - 「健康経営優良法人2020」認定[8]
  - 12月 - アニメ公式ライセンスグッズ通販サイト「MeeToMa」（ミートマ）開設[9]
- 2021年
  - 4月 - オリジナルピンバッジ製作専門ECサイト「ピンバッジの達人」開設[10]
  - 5月 - 飛沫防止パーテーション専門ECサイト「飛沫防止の達人」開設
  - 10月 - 名古屋のライブ配信・動画収録レンタルスタジオ「TIEZ studio」（タイズスタジオ）開設[11]
- 2022年
  - 1月 - アール・ブリュットグッズの企画・販売サイト「IBLIV」（アイビリーヴ）開設[12]
  - 2月 - 大判ネコの猫グッズ通販サイト「ネコ通」開設（猫の日）
  - 5月 - 中小企業向けビジネスコンテンツ、講座サイト「TIEZSTEP」（タイズステップ）開設
  - 6月 - 推し活グッズ専門通販サイト「推し活グッズの達人」開設[13]
  - 7月 - 商品開発専用「ラボ」開設（名古屋オフィス2F）
- 2023年
  - 1月 - 「株式会社シー・アール・エム」から「株式会社BeBlock」へ社名を変更[14]
  - 4月 - 刺繍グッズ製作専門ECサイト「刺繍グッズの達人」開設[15]
  - 9月 - 名西工場開設（名古屋市中川区荒江町）
  - 10月 - 「IBLIV」と「推し活グッズの達人」が、メタバース空間「バーチャルストア」に出店[16]